# Fideris
Fideris é uma comuna da Suíça, no Cantão Grisões, com cerca de 584 habitantes. Estende-se por uma área de 25,32 km², de densidade populacional de 23 hab/km². Confina com as seguintes comunas: Conters im Prättigau, Jenaz, Küblis, Langwies, Luzein, Peist.
A língua oficial nesta comuna é o Alemão.